# Lutherisca ajanea
Lutherisca ajanea is een vliesvleugelig insect uit de familie Encyrtidae. De wetenschappelijke naam is voor het eerst geldig gepubliceerd in 1919 door Girault.